# Software AG
Software AG — немецкая компания, разработчик программного обеспечения для организаций, второй по величине (после SAP) производитель программного обеспечения в ФРГ. Основана в 1969 году.
Основными продуктами Software AG до 2007 года являлись система управления базами данных Adabas (впервые выпущена в 1971 году, основана на принципе частично инвертированых списков) и связанная с ней интегрированная среда разработки Natural. После поглощения в 2007 году американской компании webMethods (сумма сделки составила $546 млн), Software AG вышла на рынок связующего программного обеспечения, поставляя продукты для построения и управления сервис-ориентированной архитектурой, управления бизнес-процессами и интеграции бизнес-приложений. Согласно исследованиям Gartner, Software AG входит в тройку ведущих поставщиков решений для построения ESB и управления бизнес-процессами.
Компания работает с более чем десятью тысячами клиентов из более чем 70 стран. Центральный офис Software AG располагается в городе Дармштадт, Германия. Штат компании насчитывает 4610 сотрудников. За первый квартал 2018 года оборот Software AG составил 186,6 миллионов евро. В 2017 году выручка компании Software AG была 879 млн евро.

### История
Компания была основана в 1969 году шестью сотрудниками консалтингового агентства AIV (Институт прикладной обработки информации). Во главе команды разработчиков стоял Петер Крайс. Среди учредителей был также математик Петер Шнелль, позднее ставший председателем правления на долгие годы.
Первой разработкой команды в 1971 году стала Adabas — высокопроизводительная система управления транзакционными базами данных. Пакет баз данных был представлен для работы на системах IBM и позже стал доступен для Linux, Windows и других платформ. Система была впервые установлена в банке WestLB в 1971 году. Однако рынок Западной Европы оказался не готов к новой системе управления базами данных (СУБД) — спрос на них возник только в середине 1970-х годов. В США, напротив, направление уже активно развивалось, и поэтому в следующем году была основана американская родственная фирма под названием SAGNA (Software AG of North America). Разработка велась при участии американского партнера в г. Рестон, штат Вирджиния. Эта компания вышла на Нью-Йоркскую фондовую биржу в 1981 году.
В конце семидесятых была разработана система программирования Natural (4GL). C начала 1980-х в компании резко увеличилось количество установок платформ Adabas и Natural. Петер Шнелль получил полный контроль над акциями Software AG. В то время удалось значительно увеличить долю рынка систем баз данных в Германии по сравнению с IBM и Siemens. К 1987 году Software AG насчитывала 497 сотрудников, 12 филиалов в Европе и офисы в более чем 50 странах.
В 1988 году Software AG скупила все акции компании Software AG of North America (SAGNA) и превратила ее в свою дочернюю компанию.
В 1990 году Software AG совместно с ENTIRE представила сервис-ориентированную программную архитектуру (SOA), которая поступила в продажу в 1992 году.
В 1999 году Software AG вышла на биржу и оценивается на Франкфуртской фондовой бирже по индексу TecDAX.
В конце 1999-х в Software AG наблюдался кризис. Крах доткомов стал причиной падения продаж и низкой рентабельности. Представители компании связали проблемы с глобализацией информационных технологий и растущей конкуренцией. Однако в последующие годы компании удалось вернуться к устойчивому росту. С 2006 по 2010 годы рыночная стоимость компании Software AG увеличилась в четыре раза.
С марта 2011 года Software AG является премиум-участником House of IT — государственно-частного партнерства для продвижения информационных и коммуникационных технологий в Европе.
В первом квартале 2014 Software AG объявила о продаже своего консалтингового бизнеса SAP в Scheer Group GmbH и завершила сделку 31 мая.
В сентябре 2017 года Software AG совместно с DMG MORI, Dürr, ZEISS и ASM PT основали предприятие ADAMOS («Открытые адаптивные решения для производства»). Целью альянса промышленных предприятий и разработчиков программного обеспечения является создание новых мировых отраслевых стандартов и привлечение к сотрудничеству партнеров из машиностроительной отрасли. Открытая IIoT-платформа ADAMOS позволяет промышленным компаниям и производителям оборудования автономно обрабатывать данные пользователей, делая доступными к использованию программные решения и ИТ-технологии для производителей.
31 января 2018 года Software AG назначил Санджая Брахмавара новым генеральным директором компании.

### Продукты
Software AG зарегистрировала 180 патентов. Компании принадлежат 38 зарегистрированных товарных знаков.
Ассортимент включает в себя программное обеспечение для разработки технологических стратегий и проектирования, внедрения и мониторинга процессов; интеграцию на базе сервис-ориентированной архитектуры (SOA) и управление данными; внедрение систем планирования и управления ресурсами предприятия с управлением процессами, стратегическое процессное консультирование и сервисные услуги; создание платформ на базе интернета вещей, адаптивных приложений, а также инструментов для аналитики и обработки полученных данных.
Ключевые платформы:
- ARIS — комплексная платформа для управления цифровой трансформацией бизнеса. Реализует полный цикл управления изменениями бизнес-модели: от стратегического целеполагания до мониторинга реального исполнения процессов и формирования предложений по оптимизации.
- webMethods — единая платформа с развитыми возможностями автоматизации и мониторинга бизнес-процессов, включающая интеграцию и управление приложениями, мобильными устройствами, сервисами, большими данными и интерфейсами (API) и работающая в любом окружении: в облаке или на собственном оборудовании.
- Alfabet — интегрированная платформа управления изменениями в корпоративной архитектуре, поддержки процедуры формирования и контроля реализации ИТ-бюджетов. В основе платформы лежит репозиторий корпоративного ИТ-ландшафта, описывающий приложения, их информационное взаимодействие, обрабатываемые данные и проекцию на поддерживаемые бизнес-процессы и функциональные блоки. Alfabet уникален в своих возможностях по синхронизации бизнес-целей и задач с соответствующими им архитектурными инициативами и ИТ-проектами. Корпоративный архитектор определяет стандарты, предназначенные для избавления от избыточного функционала, сокращения операционных расходов, согласованной и прозрачной приоритизации программ и проектов.
- Adabas&Natural — платформа, обеспечивающая сверхвысокую производительность и надежную обработку данных критически важных корпоративных бизнес-транзакций, включая быструю разработку и развертывание корпоративных приложений.
- Terracota — масштабируемая платформа управления данными, размещаемыми в оперативной памяти компьютера, работает в режиме реального времени с крайне низкой предсказуемой задержкой, поддерживая их кэширование и оперативное хранение, а также аналитические возможности поиска и вычислений на сервере.
- Zementis — платформа оперативного развертывания аналитических моделей, созданных средствами искусственного интеллекта, и обеспечения доступа к ним с помощью простого вызова API с минимальными временными и материальными затратами custom coding (пользовательского кодирования).
- Cumulocity IoT — платформа для работы в области интернета вещей.
- Apama — платформа потоковой аналитики, выполняет комплексный анализ потоков данных из разрозненных систем, в реальном времени отслеживая и реагируя на возникающие в них события и транзакции.

### Software AG в России
Software AG действует на рынках России и стран СНГ с 1994 года. Первые продажи начались еще в конце 80-х. Доля системы управления базами данных Adabas по числу инсталляций достигала 85 % советского рынка баз данных. В стране работали НИИ, занятые адаптацией немецкой системы управления базами данных (СУБД) для работы на отечественных компьютерах. Институты, ответственные за информационное обеспечение руководства страны, включая Центральный комитет КПСС и правительство, использовали в своей работе Adabas. Приложения, работающие на СУБД, сегодня применяются в государственных структурах РФ, нефтегазовых и других корпорациях.
Заказчиками компании Software AG являются как крупные корпорации различных секторов экономики, входящие в список «Эксперт-400», так и средние компании России и стран СНГ. В январе 2018 года компанию Software AG в России и СНГ возглавил Олег Порецкий.

### Поглощение компаний
В период с 2007 по 2018 года Software AG приобрела контрольные акции 19 компаний-разработчиков. Среди наиболее заметных webMethods, Terracotta, IDS Scheer, my-Channels, LongJump, alfabet, Apama и Cumulocity.